# Intel 8085
Intel 8085 je 8-bitni mikroprocesor proizveden u Intelu sredinom 1970-ih. Kompatibilan je sa 8080 i zahtevao je manje dodatnog hardvera što je omogućavalo izgradnju jednostavnijih i jeftinijih računarskih sistema.
Zahtevao je samo jedan napon od +5V za razliku od 8080 koji je zahtevao 3 vrste napona: +5V, -5V i +12V. Korišćen je i kao mikrokontroler zbog dobre osobine da nije zahtevao puno dodatnog hardvera. 

## Arhitektura
- (adresna magistrala ) - širine 16 bita = mogućnost adresiranja do 64 KB memorije.
- - (magistrala za podatke ) - širine 8 bita = mogućnost pristupa podacima širine 8 bita u jednom koraku, odavde potiče naziv 8-bitni mikroprocesor.
- (kontrolna magistrala ) - prenosi kontrolne (upravljačke) signale

8085 može da pristupi do 65.536 memorijskih 8-bitnih lokacija (64 KiB) i ima odvojeni adresni prostor od 256 8-bitnih memorijskih lokacija za ulazno/izlazne operacije (I/O ports). Takođe sadrži i registre A, B, C, D, E, H, L - univerzalni, 16-bitne - Programski brojač (engl. Program Counter - ) i Pokazivač steka (engl. Stack Pointer - SP), i 8-bitni fleg registar F za tri maskirajuća prekida (RST), jednim nemaskirajućim (TRAP) i jednim spoljašnjim prekidom (INTR).

## Spoljašnje veze
- Intel